# François Lelord
 (avril 2014).
 (mai 2023).
La mise en forme du texte ne suit pas les recommandations de Wikipédia : il faut le « wikifier ».
Les points d'amélioration suivants sont les cas les plus fréquents. Le détail des points à revoir est peut-être précisé sur la page de discussion.
- Les titres sont pré-formatés par le logiciel. Ils ne sont ni en capitales, ni en gras.
- Le texte ne doit pas être écrit en capitales (les noms de famille non plus), ni en gras, ni en italique, ni en « petit »…
- Le gras n'est utilisé que pour surligner le titre de l'article dans l'introduction, une seule fois.
- L'italique est rarement utilisé : mots en langue étrangère, titres d'œuvres, noms de bateaux, etc.
- Les citations ne sont pas en italique mais en corps de texte normal. Elles sont entourées par des guillemets français : « et ».
- Les listes à puces sont à éviter, des paragraphes rédigés étant largement préférés. Les tableaux sont à réserver à la présentation de données structurées (résultats, etc.).
- Les appels de note de bas de page (petits chiffres en exposant, introduits par l'outil «  Source ») sont à placer entre la fin de phrase et le point final[comme ça].
- Les liens internes (vers d'autres articles de Wikipédia) sont à choisir avec parcimonie. Créez des liens vers des articles approfondissant le sujet. Les termes génériques sans rapport avec le sujet sont à éviter, ainsi que les répétitions de liens vers un même terme.
- Les liens externes sont à placer uniquement dans une section « Liens externes », à la fin de l'article. Ces liens sont à choisir avec parcimonie suivant les règles définies. Si un lien sert de source à l'article, son insertion dans le texte est à faire par les notes de bas de page.
- La présentation des références doit suivre les conventions bibliographiques. Il est recommandé d'utiliser les modèles {{Ouvrage}}, {{Chapitre}}, {{Article}}, {{Lien web}} et/ou {{Bibliographie}}. Le mode d'édition visuel peut mettre en forme automatiquement les références.
- Insérer une infobox (cadre d'informations à droite) n'est pas obligatoire pour parachever la mise en page.

Pour une aide détaillée, merci de consulter Aide:Wikification.
Si vous pensez que ces points ont été résolus, vous pouvez retirer ce bandeau et améliorer la mise en forme d'un autre article.
Pour les articles homonymes, voir Lelord.
François Lelord, né le 22 juin 1953 à Paris, est un psychiatre et écrivain français.

## Biographie
François Lelord est le fils du pédopsychiatre Gilbert Lelord.
Il a fait des études de médecine et de psychiatrie. Après avoir obtenu son doctorat en 1985 de l'Université François Rabelais à Tours, il part pour un an à Los Angeles en tant que chercheur post-doctoral à l'université de Californie. De 1986 à 1988, il est chef de clinique et assistant des hôpitaux à l'hôpital Necker université Paris Descartes.
Conjointement avec son activité de psychiatre libéral, il travaille à partir de 1990 comme consultant dans les domaines de la gestion du stress et du bien-être au travail avec ses collègues Patrick Légeron et Christophe André, et intervient dans de grandes entreprises publiques et privée.
Son premier livre Les contes d'un psychiatre ordinaire paraît en février 1993 aux Éditions Odile Jacob, suivis par trois essais avec Christophe André chez le même éditeur (Comment gérer les personnalités difficiles, L'estime de Soi, La force des émotions).
En août 2002, il publie son plus grand succès : Le voyage d'Hector ou la recherche du bonheur, publié à plus de deux millions d'exemplaires dans le monde,. Suivi par plusieurs autres ouvrages avec Hector comme personnage principal,.
En 2014, ce livre a été adapté au cinéma : Hector et la Recherche du bonheur, par Peter Chelsom, avec Simon Pegg, Rosamund Pike, Jean Reno, Stellan Skarsgård, Toni Collette.
À partir de 2003 François Lelord a vécu au Vietnam, à Hanoï puis à Saïgon, où il a travaillé comme psychiatre pour la fondation Alain-Carpentier.
Inspiré par ces années, il a publié un roman : La Petite Marchande de souvenirs, aux éditions JC Lattès, en 2013.
Entre 2008 et 2017, il donné des conférences sur le thème du bonheur dans les Alliances françaises et instituts culturel français de Chine, de Corée, d'Allemagne et de Thaïlande.
Depuis son retour en France, il pratique à nouveau la psychiatrie à Paris.

## Ses thèmes
François Lelord a d'abord écrit des essais qui traitent des thèmes de la psychologie, pour le grand public et les professionnels des ressources humaines, puis des contes, dans la tradition du conte philosophique ou du roman d'apprentissage, comme en particulier les ouvrages de la série des Hector.

## Publications
- Les contes d'un psychiatre ordinaire,Paris, Éd. Odile Jacob (1993)
- La gestion du stress, avec Christophe André et Patrick Légeron,Paris, Éd. Odile Jacob (1998)
- Liberté pour les insensés Paris, Éd. Odile Jacob (2000)
- Comment gérer les personnalités difficiles , avec Christophe André,Paris, Éd. Odile Jacob (2000)
- L’Estime de soi : S'aimer pour mieux vivre avec les autres, avec Christophe André,Paris, Éd. Odile Jacob (1999)
- Le voyage d'Hector ou la recherche du bonheur, Paris, Éd. Odile Jacob(2002)
- La Force des émotions (2001), avec Christophe André, Paris, Éd. Odile Jacob (2001)
- Ulik au pays du désordre amoureux , Paris, XO éditions (2005)
- Hector et les secrets de l'amour ,Paris, Éd. Odile Jacob(2005)
- Le nouveau voyage d'Hector: à la poursuite du temps qui passe, Paris, Éd. Odile Jacob (2006)
- Petit Hector apprend la vie , Paris, Éd. Odile Jacob (2010)
- La Petite Marchande de souvenirs Paris, Editions JC Lattès (2013)
- Hector veut changer de vie Paris, Éd. Odile Jacob (2014)
- Le jeune homme qui voulait savoir si le Paradis existe (2016) Editions JC Lattès
- Hector et les lunettes roses (2018) Ed.Odile Jacob
- Victor et les autres mondes (2022) Ed. Odile Jacob